# Marguerite et Julien
Pour plus de détails, voir Fiche technique et Distribution.
Marguerite et Julien est un film français réalisé par Valérie Donzelli, sorti en 2015. 
Le film est en sélection officielle au Festival de Cannes 2015. Le scénario avait été écrit pour François Truffaut.

## Synopsis
Julien et Marguerite de Ravalet, fils et fille du seigneur de Tourlaville, s'aiment d'un amour tendre depuis leur enfance. En grandissant, leur tendresse se mue en passion dévorante. Leur aventure scandalise la société qui les pourchasse. Incapables de résister à leurs sentiments, ils doivent fuir.

## Fiche technique
- Titre français : Marguerite et Julien
- Réalisation : Valérie Donzelli (Jérémie Elkaïm est conseiller à la mise en scène[1])
- Scénario : Valérie Donzelli et Jérémie Elkaïm (aidés de Gilles Marchand et Jean Gruault), d'après un scénario de Jean Gruault
- Musique : Yuksek
- Photographie : Céline Bozon
- Montage : Pauline Gaillard
- Costumes : Elisabeth Mehu
- Maquillages : Franck-Pascal Alquinet
- Décors : Manu de Chauvigny
- Production : Alice Girard et Edouard Weil pour Rectangle Productions, Wild Bunch, Orange Studio, France 2 Cinéma, Scope Pictures, Framboise Productions, Canal+, France Télévisions, Ciné+, Serge Hayat et Geneviève Lemal
- Distribution : Wild Bunch (France), Officine UBU (Italie), Sundance Selects (États-Unis)
- Pays d'origine :  France
- Dates de sortie : 
  - France : 19 mai 2015 (projection au Festival de Cannes) ; 2 décembre 2015 (sortie nationale)
- Box-office France : 26 184 entrées

## Distribution
- Anaïs Demoustier : Marguerite de Ravalet
- Jérémie Elkaïm : Julien de Ravalet
- Aurélia Petit : Madame de Ravalet
- Frédéric Pierrot : Jean III de Ravalet
- Raoul Fernandez : Lefevre, l'époux de Marguerite
- Geraldine Chaplin : Mme Lefevre de Haupitois
- Sami Frey : abbé de Hambye
- Bastien Bouillon : Philippe
- Catherine Mouchet : Jacqueline
- Esther Garrel : la conteuse
- Maxime Dambrin : Marigny
- Jean Gruault : le greffier
- Gilles Canu : le passeur
- Alice de Lencquesaing : Nicole, la bonne
- Ela Minart-Winterman : Marguerite enfant
- Léo Lorléac'h : Julien enfant
- Wilfred Benaïche : Père Marigny
- Benoît Carré : Frère Thomas
- Emilien Mathey : Philippe enfant
- Véronique Germain : Mère Marigny
- Evelyne Carbonari : Grand-mère Marigny
- Samuel Renard : Roussel
- Henri Fleury : palefrenier
- Emmanuel de Chauvigny : tailleur
- Grégoire Lievens : valet des Ravalet
- Grégoire Lemière : valet des Ravalet
- Mylène Levavasseur : servante des Ravalet
- Thérèse Pain : servante des Ravalet
- Claude Baude : domestique
- Christophe David : domestique
- Louise Madelaine : Jeune fille
- Gabriel Elkaïm : le petit ramoneur
- Audrey Quoturi, Sandrine Mallick, Scarlett Hohmann, Anaïs Thomas, Manon Kneusé : des prostituées
- Emmanuel Salinger : l'avocat de Lefebvre
- Romain Dat : chef des chapeaux noirs
- Bernard Brot : l'aubergiste
- Sylvie Gherardi : la femme de l'aubergiste
- Manon Marvie : la fille qui regarde
- Philippe Laudenbach : lieutenant criminel
- Pierre Vial : Juge
- Serge Bozon : médecin
- André Marcon : le Roi
- Thierry Bosc : conseiller Villeroy
- Ireneusz Spiewak : le bourreau
- Marion Lecrivain : religieuse
- Aude Lemercier : directrice d'orphelinat
- Manon Schraen, Katia Zenou, Marilou Lopes-Benites, Victoria Picasso, Lena Picasso, Amel Christoni, Poppée Baschung, Ida Dufour, Rebecca Elkaïm, Louise Ressort, Anaïs Normand, Salomé Holzman, Chloé Gualtieri, Clarisse Nunes Faria, Louise Marchetti, Anjali Picasso, Alma Ravon-Seydoux, Clémentine Schraen, Marie-Ann Sullivan, Enora Zeggane, Liya Zeggane, Léonore Afif, Eléa Lissac : filles orphelinat
- Charlène Lecoq : ?
- Jeanne Siclier : une villageoise

## Production
Le scénario était initialement écrit en 1973 par Jean Gruault pour François Truffaut. Gruault s'inspira de l'épisode tel qu'il est raconté dans Les Histoires tragiques de nostre temps et aussi de Dommage qu'elle soit une putain, une pièce de théâtre qui aurait pu être inspirée par les Ravalet. Truffaut apprécia le scénario mais refusa de le tourner, le cinéaste n'étant pas à l'aise avec le XVIIe siècle et la thématique était déjà abordée par Le Souffle au cœur et Caresses interdites. Le scénario fut ensuite récupéré par Jean-Claude Brialy puis par François Villiers qui ne réussirent pas à l'adapter.
Le script est édité en 2011. Valérie Donzelli le lut puis l'adapta avec son conjoint Jérémie Elkaïm. Gruault participa un peu à l'adaptation. Le film lui est dédié.
Le film est tourné en 2014 sur le lieu de vie même de Marguerite et Julien de Ravalet, à Tourlaville, ainsi qu'à proximité : à Auderville, Barfleur, Biville, Cherbourg-Octeville, Éculleville, Gonneville, Jobourg, Saint-Lô-d'Ourville et sur l'île de Tatihou, au large de Saint-Vaast-la-Hougue,.

## Réception
Le film est projeté en compétition au Festival de Cannes 2015 et fut assez mal reçu par les critiques. Plusieurs d'entre elles ont repéré des références à  Jacques Demy, notamment Peau d'âne, avec la présence des thématiques incestueuses, son lyrisme, le conte et ses anachronismes volontaires,.